# Rinyakovácsi
Rinyakovácsi is een plaats (község) en gemeente in het Hongaarse comitaat Somogy. Rinyakovácsi telt 180 inwoners (2001).